# Pradawny ląd (serial animowany)
Pradawny ląd (ang. The Land Before Time, 2007-2008) – amerykański serial animowany, na podstawie filmów z serii Pradawny ląd, stworzony przez Charlesa Grosvenora.

## Fabuła
Serial opowiada o przygodach 7 dinozaurów: Liliputa (apatozaur), Cery (triceratops), Pterusia (pteranodon), Kaczusi (zaurolof), Szpica (stegozaur), Chapusia (tyranozaur) i Ruby (oviraptor).

## Obsada/Bohaterowie
- Cody Arens – Liliput
- Anndi McAfee – Cera
- Aria Curzon – Kaczusia
- Jeff Bennett – Pteruś
- Rob Paulsen – Szpic/Thud
- Max Burkholder – Chapuś
- Meghan Strange – Rubi/Trycja
- Pete Sepenuk – Czerwony Pazur/Screech
- Jessica Gee – Tria
- Kenneth Mars – Grandpa Longneck
- Tress MacNeille – Petrie’s Mother/Ducky and Spike’s Mother
- John Ingle – Topsy
- Dorian Harewood – Pan Trójróg
- Miriam Flynn – Grandma Longneck

## Wersja polska
Opracowanie i udźwiękowienie wersji polskiej: na zlecenie MiniMini (odc. 21-26) – Studio Sonica

Reżyseria: Jerzy Dominik

Dźwięk i montaż: Maciej Sapiński

Dialogi: Jan Chojnacki

Organizacja produkcji: Dorota Furtak

Kierownictwo muzyczne: Marek Krejzler

Udział wzięli:
- Olga Bończyk – Kaczusia
- Katarzyna Łaska – Chapuś
- Jan Rotowski – Liliput
- Lucyna Malec – Rubi
- Jacek Bończyk – Pteruś
- Joanna Węgrzynowska
- Agnieszka Fajlhauer
- Janusz Wituch
- Wojciech Machnicki
- Dominika Rei – Ala
- Beata Wyrąbkiewicz – Cera
- Beniamin Lewandowski

i inni
Tekst piosenki czołówkowej: Marek Krejzler

Śpiewał: Adam Krylik
Lektor: Jerzy Dominik

## Spis odcinków
| Premiera odcinka | N/o | Polski tytuł                    | Angielski tytuł                    |
| ---------------- | --- | ------------------------------- | ---------------------------------- |
|                  |     |                                 |                                    |
| SERIA PIERWSZA   |     |                                 |                                    |
|                  |     |                                 |                                    |
| 01.03.2011       | 01  | Grota wielu głosów              | The Cave of Many Voices            |
|                  |     |                                 |                                    |
| 02.03.2011       | 02  | Problem z zębem                 | The Mysterious Tooth Crisis        |
|                  |     |                                 |                                    |
| 03.03.2011       | 03  | Dzień gwiazdy                   | The Star Day Celebration           |
|                  |     |                                 |                                    |
| 04.03.2011       | 04  | Kanion błyszczących skał        | Canyon of the Shiny Stones         |
|                  |     |                                 |                                    |
| 05.03.2011       | 05  | Nowa zabawa Kaczusi             | The Great Log Running Game         |
|                  |     |                                 |                                    |
| 06.03.2011       | 06  | Opowieści dzielnego Długoszyjca | The Brave Longneck Scheme          |
|                  |     |                                 |                                    |
| 07.03.2011       | 07  | Polana Skaczącej Wody           | The Meadow of Jumping Waters       |
|                  |     |                                 |                                    |
| 08.03.2011       | 08  | Dni wielkiej wody               | Days of Rising Waters              |
|                  |     |                                 |                                    |
| 09.03.2011       | 09  | Ucieczka z tajemniczej dali     | Escape from the Mysterious Beyond  |
|                  |     |                                 |                                    |
| 10.03.2011       | 10  | Sekretny kanion                 | The Hidden Canyon                  |
|                  |     |                                 |                                    |
| 11.03.2011       | 11  | Stare opowieści Długoszyjców    | The Legend of the Story Speaker    |
|                  |     |                                 |                                    |
| 12.03.2011       | 12  | Dzień Jasnego Kręgu             | The Bright Circle Celebration      |
|                  |     |                                 |                                    |
| 13.03.2011       | 13  | Samotna wyprawa                 | The Lonely Journey                 |
|                  |     |                                 |                                    |
| 14.03.2011       | 14  | W poszukiwaniu wody             | The Missing Fast-Water Adventure   |
|                  |     |                                 |                                    |
| 15.03.2011       | 15  | Na tropie mglistego ducha       | The Spooky Nighttime Adventure     |
|                  |     |                                 |                                    |
| 16.03.2011       | 16  | Powrót samotnego dinozaura      | The Lone Dinosaur Returns          |
|                  |     |                                 |                                    |
| 17.03.2011       | 17  | Przybysz z jasnego świata       | Stranger from the Mysterious Above |
|                  |     |                                 |                                    |
| 18.03.2011       | 18  | Pustelnik z Czarnej Skały       | The Hermit of Black Rock           |
|                  |     |                                 |                                    |
| 19.03.2011       | 19  | Bohaterska Cera                 | The Amazing Three Horn Girl        |
|                  |     |                                 |                                    |
| 20.03.2011       | 20  | Test młodych Długoszyjców       | The Big Longneck Test              |
|                  |     |                                 |                                    |
| 21.03.2011       | 21  | Tajemnicze znalezisko           | The Great Egg Adventure            |
|                  |     |                                 |                                    |
| 22.03.2011       | 22  | Wielka wędrówka pełzaczy        | March of the Sand Creepers         |
|                  |     |                                 |                                    |
| 23.03.2011       | 23  | Zakazana przyjaźń               | The Forbidden Friendship           |
|                  |     |                                 |                                    |
| 24.03.2011       | 24  | Powrót do Wiszącej Skały        | Return to Hanging Rock             |
|                  |     |                                 |                                    |
| 25.03.2011       | 25  | Tęczowy Kamień                  | Search for the Sky Color Stones    |
|                  |     |                                 |                                    |
| 26.03.2011       | 26  | Słodka pieśń z gór              | Through the Eyes of a Spiketail    |
|                  |     |                                 |                                    |